# Stephan Ghreener
Stephan Ghreener, écrivain et scénariste français, est né le 12 mai 1975 à Dieppe.

## Biographie
Stephan Ghreener a grandi en Normandie, à Dieppe. Il s’installe à Paris où, en 2002, à Paris, il écrit son premier roman, Saisie. Roman noir ultra-violent, le succès critique du livre l’encourage à poursuivre son travail littéraire. À Paris, il exerce divers emplois avant de se consacrer totalement à l’écriture. Et c'est en 2005 qu'il décide de signer son travail sous le pseudonyme de Stephan Ghreener, anagramme de son nom Stéphane Héreng. En 2008, il part suivre la campagne des bénévoles d’Obama dans l’Illinois et dans l’Indiana.
En 2010, il publie le premier volet des aventures de son personnage Joshua Gallagher dans le thriller Le Hold-Up des Silencieux : enquêteur free-lance, le héros évolue dans les milieux de la finance pris dans un engrenage d'actions entre la France et l’Allemagne. Dans Paradis à vendre (2011), sa mission en Floride conduit Joshua Gallagher, à jouer les chasseurs de (sub)primes après les déboires de la crise immobilière dans une véritable ambiance de « western tropical ».
En 2012, Stephan Ghreener lance une collection de romans au format semi-poche. Il publie à cette occasion sa série French Bricolo, qui relate les aventures du tueur à gages Greg Vadim. Grand amateur et utilisateur d'outils de bricolage, Vadim n'a qu'un seul objectif : terminer son centième contrat et changer enfin de vie...
Le tome 1, "L'été des deux pôles" sorti en novembre 2012 est suivi par le tome 2, "Vadim Royal", publié en Juillet 2013. Un tome 3 est annoncé sur le blog de l'auteur.

## Romans
- Saisie, Atout Éditions, (2002) (signé de son vrai nom Stephane Hereng[5])  (ISBN 2-912-74231-5)
- Le Hold-Up des Silencieux, Fleuve noir, (juin 2010)
- Paradis à vendre, Fleuve noir, (juin 2011)
- L'Eté des deux Pôles, Collection French Bricolo, SG (novembre 2012)
- Vadim Royal, Collection French Bricolo, SG (juillet 2013)